# Злидол
Зли́дол (болг. Злидол) — село у Врачанській області Болгарії. Входить до складу общини Мездра.

## Населення
За даними перепису населення 2011 року у селі проживала 121 особа, з них 119 осіб (98,3%) — болгари.
Розподіл населення за віком у 2011 році:
Динаміка населення: